# Culina
El culina (també kulína, kulyna, kulina, curina, corina, korina, culina-madijá, madijá, madija, madiha, madihá) és una llengua arawana del Brasil i el Perú parlada per prop de 4.000 culines. Amb tan pocs parlants, el culina es considera una llengua amenaçada. El culina és similar a la llengua dení, ja que fins i tot s'han considerat diferents dialectes de la mateixa llengua. Ambdues llengües tenen un ordre de paraules SOV, així com tres conjunts de consonants africades alveolars. Es creu que la presència dels fonemes *s reconstruïts en lloc de la fricativa *sh és indicativa de les llengües culina i dení enfront d'altres llengües de la família arawana.

## Història i geografia
El poble culina viu tradicionalment als estats d'Acre i Amazones al Brasil i a la regió d'Ucayali al Perú. A Acre i Ucayali, els pobles es troben al llarg dels rius Purus i Envira. A l'Amazones, els pobles es troben al voltant dels rius Juruá, Tarauacá i Jutaí.

## Classificació
El culina és membre de la família de les llengües arawanes. Segons Dienst (2014), forma un continu dialectal madihá amb el jamamadi i el dení. El terme madihá significa 'gent' en tots aquests idiomes.

## Gramàtica
L’ordre constituent bàsic és subjecte-objecte-verb. És predominantment un llenguatge marcador de nucli amb morfologia aglutinadora i certa fusió. El culina és un llenguatge de nucli final i conté molts més sufixos que prefixos.Hi ha dues classes de noms i dos gèneres i l’acord sobre els verbs transitius està determinat per diversos factors complexos, tant sintàctics com pragmàtics. En les oracions transitives, el verb concorda amb l’objecte en gènere i amb el subjecte en persona i número. En les frases intransitives, el verb coincideix amb el seu subjecte en persona, nombre i gènere.

## Fonologia

### Consonants
|            |            | Labial | Dental | Alveolar | Velar | Glotal |
| ---------- | ---------- | ------ | ------ | -------- | ----- | ------ |
| Oclusiva   | sonora     | b      | d̪      |          |       |        |
| Oclusiva   | sorda      | p      | t̪      |          | k     |        |
| Oclusiva   | aspirada   | pʰ     | t̪ʰ     |          | kʰ    |        |
| Fricativa  | Fricativa  |        |        |          |       | h      |
| Africada   | sonora     |        |        | d͡z       |       |        |
| Africada   | sorda      |        |        | t͡s       |       |        |
| Africada   | aspirada   |        |        | t͡sʰ      |       |        |
| Nasal      | Nasal      | m      |        | n        |       |        |
| Ròtica     | Ròtica     |        |        | ɾ        |       |        |
| Aproximant | Aproximant | β~w    |        |          |       |        |

Els sons consonàntics /pʰ, t̪, d͡z, t͡s, t͡sʰ, ɾ, β~w/ també es podrien pronunciar /ɸ~f, t͡ʃ, z~ɟ, s, sʰ~ʃ, l, v/.

### Vocals
|         | Frontal | Posterior |
| ------- | ------- | --------- |
| Tancada | i       | (u)       |
| Mitjana | ɛ       | o         |
| Oberta  | a       | a         |

Un so [a] també pot variar fins a un so [ɨ]. El so vocàlic [u] només apareix als diftongs.